# Iona, Minnesota
Iona là một thành phố thuộc quận Murray, tiểu bang Minnesota, Hoa Kỳ. Năm 2010, dân số của thành phố này là 137 người.

## Dân số
- Dân số năm 2000: 173 người.
- Dân số năm 2010: 137 người.